# XVIe congrès du Parti communiste français
Le XVIe congrès du PCF s'est tenu à Saint-Denis du 11 au 14 mai 1961.

## Résolutions
- Unité du Parti dans la condamnation des « divergences politiques et des positions opportunistes » développées par le groupe Laurent Casanova, Marcel Servin et Maurice Kriegel-Valrimont.

## Membres de la direction

### Bureau politique
- Titulaires : Maurice Thorez, François Billoux, Jacques Duclos, Étienne Fajon, Léon Feix, Benoît Frachon, Georges Frischmann, Roger Garaudy, Raymond Guyot, Georges Marchais, Léon Mauvais, Waldeck Rochet, Jeannette Vermeersch
- Suppléants : Gustave Ansart, Georges Séguy, Paul Laurent

### Secrétariat du Comité central
- Maurice Thorez (secrétaire général du Parti), Waldeck Rochet (secrétaire général adjoint), Jacques Duclos, Georges Marchais, Gaston Plissonnier, Léo Figuères, Roland Leroy